# Modest Ilín
Modest Mijáilovich Ilín (translitera del cirílico ruso Модест Михайлович Ильин; 1889 - 1967) fue un botánico, pteridólogo y explorador ruso. Era doctor en Ciencias Biológicas y científico de Honor de la RSFSR. Su abreviatura en botánica es Iljin.
En su extensa carrera científica, realizó impresionantes exploraciones botánicas, consiguiendo identificar y clasificar más de 700 especies, las que publicaba habitualmente en : Bot. Mater. Gerb. Bot. Inst. Komarova Akad. Nauk S.S.S.R.; Zametki Sist. Geogr. Rast.; Fl. URSS, ed. Komarov; Fl. Turkmen.; Not. Syst. Herb. Hort. Petrop.; Grossheim, Fl. Kavkaza; Bull. Jard. Bot. Acad. Sc. URSS; Bot. Mater. Gerb. Bot. Inst. Bot. Acad. Nauk Kazakhsk. S.S.R.; Sovetsk. Bot.; Mat. Commis. Research Exped. Acad. Sc.; Delect. Sem. Hort. Bot. Sect. Tadshik. Akad. Sc. URSS; Animadvers. Syst. Herb. Univ. Tomsk.; Journ. Bot. URSS; Izvest. Tadzhik. Baz. Akad. Nauk SSSR, Bot.; Repert. Spec. Nov. Regni Veg.

## Algunas publicaciones
- Vvedensky MP, Thellung A, Kultiassov M, Iljin M. 1928. Schedae ad herbarium florae Asiae Mediae ab Universitate Asiae Mediae editmn. Fasc. XIV-XX. [Ada Univ Asiae Mediae [Tashkent] Ser Viii B Bot] Fasc 3, 1-120

- Ilyin M. Cem. 1936. LIII. Mareva - Chenopodiaceae Less. Flora de la URSS 30 / Ch. Ed. Acad. VL Komarov; Ed. BK Shishkin. - M.-L. Ed. Academia Rusa de Ciencias VI: 2-354. - 956 a + XXXVI. - 5.200 copias.

- Ilyin M. Cem. C. 1946. Malvaceae - Malvaceae Juss. Flora de la URSS 30, iniciada bajo el liderazgo del director, y dirección del académico. Komarov; Ed. BK Shishkin y EG Bobrov. - M.-L Ed. Academia Rusa de Ciencias XV: 23-184. 742 fasc., 4000 copias.

- Ilyin M. 1953. Caucho y plantas de caucho de la URSS. 2. Moscú-Leningrado, pp. 9-104.

- Ilyin M. 1962. Flora de la URSS. 30. Iniciada bajo el liderazgo del director, y académico. Komarov; Editor BK Shishkin y EG Bobrov. - M.-L Ed. Academia Rusa de Ciencias XXVII: 538-713 653 fasc.

## Honores

### Eponimia
Géneros
- (Asteraceae) Modestia Kharadze & Tamamsch.[1]

- (Chenopodiaceae) Iljinia Korovin & Korovin[2]

Especies (registros27 + 2 + 2 + 3)
- (Asteraceae) Centaurea iljiniana N.B.Illar.[3]

- (Asteraceae) Chondrilla iljinii Igolkin & Zaprjag.[4]

- (Asteraceae) Serratula modestii Boriss.[5]

- (Caryophyllaceae) Silene modesti Sennen & Mauricio[6]

- (Cyperaceae) Carex modesti M.Escudero, Martín-Bravo & Jim.Mejías[7][epublished]

- (Lamiaceae) Thymus iljinii Klokov & Des.-Shost.[8]
- La abreviatura «Iljin» se emplea para indicar a Modest Ilín como autoridad en la descripción y clasificación científica de los vegetales.[9]